# Катырев-Ростовский, Андрей Иванович
Князь Андрей Иванович Катырев-Ростовский (ум. 1568) — голова, воевода и боярин в царствование царя Ивана Грозного.
Из княжеского рода Катыревы-Ростовские. Младший сын боярина и воеводы князя Ивана Андреевича Ростовского-Хохолкова по прозванию «Катырь» (ум. 1542/1543). Имел старшего брата воеводу и князя Петра Ивановича.

## Биография
В октябре 1551 года записан пятнадцатым во вторую статью московский детей боярских. В 1553 году князь Андрей Иванович Катырев служил первым воеводой в Рыльске. В 1555 году участвовал головой «для посылок» в царском полку во время похода к Коломне и к Туле против осаждавшего её Девлет-Гирея. Осенью того же года, после ухода «с берега» «больших» воевод, был оставлен первым воеводой в Белёве. В 1556 году — голова «в посылках от государя» во время царского похода к Серпухову. В 1557 году пожалован в бояре и в июле участвовал в государевом походе в Коломну по «крымским вестям». В 1558 году, на второй встрече, первым встречал при представлении Государю Шихалея.
Осенью 1559 года период Ливонской воины (1558—1583), ливонский магистр Готхард Кетлер, нарушив перемирие с русскими за месяц до истечения срока, осадил город Дерпт (Юрьев), где находился со своим отрядом первым осадным воеводой князь Андрей Катырев-Ростовский. Воевода распорядился запереть всех подозрительных лиц, встретил сильным артиллерийским огнём Кетлера, а затем совершил стремительную вылазку из города. Понеся потери, ливонский гроссмейстер вынужден был из-за поднявшегося в его наёмном войске ропота снять осаду и уйти.
В начале 1565 года князья Ростовские, Ярославские и Стародубские попали в царскую опалу и были сосланы в Казань, Свияжск и Чебоксары. Все их родовые вотчины были конфискованы в царскую казну. Боярин князь Андрей Иванович Катырев-Ростовский был сослан первым воеводой в Свияжск, где годовал, получив новые поместья в Казанском крае. Его товарищами и заместителями были боярин Андрей Иванович Шеин, князь Михаил Фёдорович Прозоровский и князь Никита Михайлович Сорока Стародубский. В апреле 1566 года царь Иван Грозный подписал указ о помиловании казанских ссыльнопоселенцев. Но царская амнистия не распространялась на наиболее влиятельных лиц из числа опальных. Иван Грозный задержал в казанской ссылке князей Петра и Григория Андреевичей Куракиных, Андрея Катырева-Ростовского и других видных воевод.
В сентябре 1568 года был казнён по делу заговора в земщине Фёдорова и Колычёва. Его имя занесено в синодик опальных людей Ивана Грозного для вечного поминовения.
По родословной росписи показан бездетным.